# Écluse de Monkey Marsh

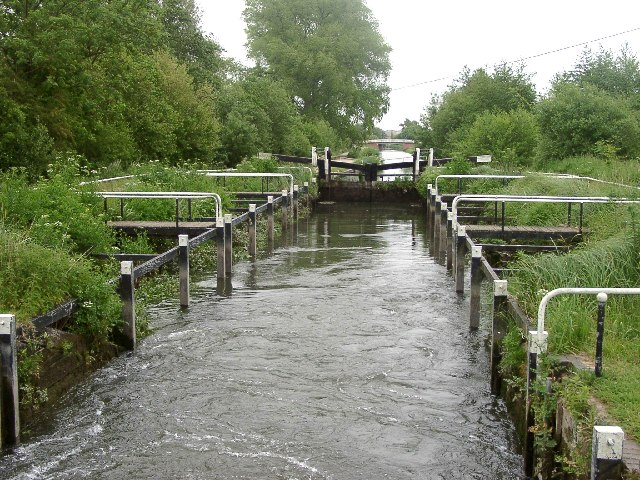
L'inhabituelle écluse de Monkey Marsh sur le canal Kennet et Avon à Thatcham, le pont au loin conduit au passage à niveau de la gare ferroviaire Thatcham level crossing.

L'écluse de Monkey Marsh est une écluse sur le canal Kennet et Avon, à Thatcham, dans le Berkshire, en Angleterre.

L'écluse de Monkey Marsh a été construite entre 1718 et 1723 sous la supervision de l'ingénieur John Hore de Newbury. Le canal est administré par la British Waterways. L'écluse a une hauteur d'eau de 2,64 m (8 ft 8 in).
Un des deux seuls exemples d’écluse aux bas-côtés engazonnés sur le canal (l'autre étant l’écluse de Garston). L’écluse de Monkey Marsh est classée monument historique par l’English Heritage,